# Йордан Биров
Йордан Биров  е български просветен деец и революционер, горноджумайски деец на Вътрешната македонска революционна организация.

## Биография
Роден е в горноджумайското село Градево. Работи като учител като същевременно се занимава с революционна дейност. Влиза във ВМРО и член на градския и на околийския комитет на организацията в Горна Джумая.